# Кузнецово (Граховский район)
Кузнецово — упразднённый починок в Граховском районе Удмуртии.

## География
Располагался в верховьях речки Кузебайки, в паре километрах к югу от села Козьмодемьянского.

## История
В починке Кузнецово был колхоз «Опыт», который образовался в 1930 году и относился к Козьмо-Демьянскому сельскому совету. Занимались в основном зерноводством. Всего земли было 415,2 га. Также в починке была начальная школа, ферма и магазин.
В 1961—1963 в починке проживало 32 семьи. Самыми распространенными фамилиями были Рожины (9 семей) и Обуховы (5 семей). А к концу 60-х семей осталось только 11. Жители очень стремительно разъезжались по Граховскому району. Большинство переехало в село Козьмо-Демьянское. Но починок, несмотря на его маленькое население, продолжал существовать. В 1972 его исключили с учета Лолошур-Возжинского сельского совета. Починок Кузнецово исчез с карты Граховского района, как неперспективный.
Кузнецово часто переходило из одного сельсовета в другой:
- В 1954 году Лебедевский и Козьмо-Демьянский сельсовет объединили в Лебедевский.
- В 1959 году починок Кузнецово и село Козьмо-Демьянск перечислили из Лебедевского сельсовета в Мещеряковский.
- В 1971 году село Козьмо-Демьянское и починок Кузнецово входили в Лолошур-Возжинский сельсовет.